# NGC 3879
NGC 3879 este o galaxie spirală situată în constelația Dragonul. A fost descoperită în 7 aprilie 1793 de către William Herschel. Se află la o distanță de 28,31 de megaparseci de Pământ.